# Virna Dias
Virna Cristine Dantas Dias, znana jako Virna (ur. 31 sierpnia 1971 w Natal) – brazylijska siatkarka, reprezentantka Brazylii. Karierę zakończyła w 2005 roku.
Dwukrotnie zdobywała brązowy medal igrzysk olimpijskich w 1996 roku w Atlancie i 2000 roku w Sydney.

## Sukcesy
- 1994: zwycięstwo w World Grand Prix
- 1994: wicemistrzostwo Świata
- 1995: srebrny medal World Grand Prix
- 1996: zwycięstwo w World Grand Prix
- 1996: brązowy medal olimpijski (Atlanta)
- 1998: zwycięstwo w World Grand Prix
- 1999: srebrny medal World Grand Prix
- 2000: brązowy medal World Grand Prix
- 2000: brązowy medal olimpijski (Sydney)
- 2004: zwycięstwo w World Grand Prix

## Nagrody indywidualne
- 1999: MVP, najlepiej punktująca i przyjmująca zawodniczka World Grand Prix